# 7 scialli di seta gialla
7 scialli di seta gialla è un film del 1972 diretto da Sergio Pastore.

## Trama
Paola, fotomodella presso un atelier di Copenaghen e fidanzata di Peter, pianista cieco, viene trovata morta prima d'una sfilata. La morte sembra essere causata da fatti naturali ma, ben presto, Peter scopre che la fidanzata, poco prima di morire, aveva ricevuto in dono uno scialle. Dopo la morte di Helga, altra indossatrice dell'atelier, Peter, con l'aiuto dell'amica Margot e del maggiordomo Burton, scopre che a uccidere le modelle è stato il graffio delle unghie d'un gatto, cosparse di curaro. Ad attrarre l'animale è una sostanza repellente cosparsa sullo scialle che le modelle avevano ricevuto in dono.
Ben presto il commissario di polizia scopre che la proprietaria del gatto è Susan, ex circense tossicodipendente che, in cambio d'una lauta fornitura di droga, aveva ceduto il gatto all'assassino, che dal canto suo organizzava l'insolito stratagemma per sterminare le vittime. Susan viene barbaramente assassinata prima di rivelare il nome dell'assassino che, da quel momento, si muove uccidendo a colpi di rasoio coloro che possono smascherarlo: dal fotografo Harry a Margot, sadicamente uccisa sotto la doccia.
Françoise Valley, proprietaria dell’atelier rimasta sfigurata a seguito d'un vecchio incidente automobilistico, aveva ucciso Paola dopo avere scoperto che l'indossatrice aveva una relazione col marito Victor. I successivi omicidi erano stati compiuti nel tentativo di coprire il primo delitto. La donna, vistasi ormai scoperta, si getta dalla finestra della casa di Peter, schiantandosi al suolo.

Sylva Koscina nel finale del film

## Produzione
Gli esterni furono girati a Copenaghen; alcuni interni a Roma.

## Accoglienza

### Critica
(Achille Valdata)